# Tentativa de golpe de Estado na Mauritânia em 2003
A tentativa de golpe de Estado da Mauritânia em 2003 foi uma violenta tentativa de golpe militar na Mauritânia que ocorreu de 8 a 9 de junho de 2003.  A tentativa golpista, liderada pelo major Saleh Ould Hanenna, que comandava uma facção rebelde do Exército, resultou em dois dias de combates pesados na capital Nouakchott, antes que os soldados rebeldes fossem derrotados por tropas leais ao presidente, coronel Maaouya Ould Sid'Ahmed Taya. 
Taya posteriormente venceria as eleições presidenciais de 7 de novembro de 2003 com mais de 67% dos votos,  em meio a reivindicações da oposição de fraude eleitoral. O segundo candidato e ex-chefe de Estado (presidente do Comitê Militar para a Salvação Nacional), o coronel Mohamed Khouna Ould Haidalla, foi preso duas vezes: antes e depois da eleição, sendo acusado de planejar um golpe de Estado. 
Hanenna escapou inicialmente da captura e anunciou a formação de um grupo rebelde chamado Cavaleiros da Mudança, mas acabou sendo capturado no final de 2004  e condenado à prisão perpétua (em vez da sentença de morte recomendada) junto com outros supostos conspiradores no início de 2005. 
Após o golpe de Estado de 2005, que depôs Taya, Hannena foi libertado em uma anistia declarada pela nova junta militar, o Conselho Militar para a Justiça e a Democracia (CMJD).